# إد وايت (لاعب كرة قاعدة)
إد وايت (بالإنجليزية: Ed White)‏ هو لاعب كرة قاعدة أمريكي، ولد في 6 أبريل 1926 في أننيستون في الولايات المتحدة، وتوفي في 28 سبتمبر 1982 في ليكلاند في الولايات المتحدة.

## وصلات خارجية
- إد وايت على موقعبيزبول رفرنس.كوم (الدوري الرئيسي) (الإنجليزية)
- إد وايت على موقعبيزبول رفرنس.كوم (الدوري الثانوي) (الإنجليزية)